# Reprezentacja Japonii U-20 w piłce nożnej kobiet
Reprezentacja Japonii U-20 w piłce nożnej kobiet – kobieca piłkarska reprezentacja Japonii do lat 20. Największym sukcesem reprezentacji jest zdobycie złota na mistrzostwach świata w 2018 oraz mistrzostwach Azji w 2002, 2009, 2011, 2015, 2017 i 2019 roku.

## Udział w turniejach międzynarodowych

### Mistrzostwa Świata
| Rok   | Runda                   | M                       | W                       | R                       | P                       | GZ                      | GS                      |
| ----- | ----------------------- | ----------------------- | ----------------------- | ----------------------- | ----------------------- | ----------------------- | ----------------------- |
| 2002  | Ćwierćfinał             | 4                       | 1                       | 1                       | 2                       | 4                       | 8                       |
| 2004  | Nie zakwalifikowała się | Nie zakwalifikowała się | Nie zakwalifikowała się | Nie zakwalifikowała się | Nie zakwalifikowała się | Nie zakwalifikowała się | Nie zakwalifikowała się |
| 2006  | Nie zakwalifikowała się | Nie zakwalifikowała się | Nie zakwalifikowała się | Nie zakwalifikowała się | Nie zakwalifikowała się | Nie zakwalifikowała się | Nie zakwalifikowała się |
| 2008  | Ćwierćfinał             | 4                       | 3                       | 0                       | 1                       | 8                       | 3                       |
| 2010  | Faza grupowa            | 3                       | 1                       | 1                       | 1                       | 7                       | 6                       |
| 2012  | III miejsce             | 6                       | 4                       | 1                       | 1                       | 15                      | 8                       |
| 2014  | Nie zakwalifikowała się | Nie zakwalifikowała się | Nie zakwalifikowała się | Nie zakwalifikowała się | Nie zakwalifikowała się | Nie zakwalifikowała się | Nie zakwalifikowała się |
| 2016  | III miejsce             | 6                       | 4                       | 0                       | 2                       | 16                      | 4                       |
| 2018  | I miejsce               | 6                       | 5                       | 0                       | 1                       | 15                      | 3                       |
| 2022  | II miejsce              | 6                       | 5                       | 0                       | 1                       | 12                      | 8                       |
| 2024  | ?                       | ?                       | ?                       | ?                       | ?                       | ?                       | ?                       |
| Razem | 7/10                    | 35                      | 23                      | 3                       | 9                       | 77                      | 40                      |

### Mistrzostwa Azji
| Rok   | Runda            | M  | W  | R | P | GZ  | GS |
| ----- | ---------------- | -- | -- | - | - | --- | -- |
| 2002  | I miejsce        | 5  | 3  | 0 | 2 | 9   | 15 |
| 2004  | Ćwierćfinał      | 3  | 2  | 0 | 1 | 28  | 1  |
| 2006  | IV miejsce       | 5  | 3  | 0 | 2 | 14  | 5  |
| 2007  | II miejsce       | 5  | 3  | 0 | 2 | 10  | 4  |
| 2009  | I miejsce        | 5  | 3  | 2 | 0 | 10  | 3  |
| 2011  | I miejsce        | 5  | 4  | 1 | 0 | 13  | 3  |
| 2013  | IV miejsce       | 5  | 2  | 2 | 1 | 11  | 4  |
| 2015  | I miejsce        | 5  | 5  | 0 | 0 | 12  | 2  |
| 2017  | I miejsce        | 5  | 5  | 0 | 0 | 21  | 1  |
| 2019  | I miejsce        | 5  | 5  | 0 | 0 | 18  | 2  |
| 2024  | ?                | ?  | ?  | ? | ? | ?   | ?  |
| Razem | Turniejów finał. | 48 | 35 | 5 | 8 | 146 | 40 |

## Aktualny skład
Aktualny skład drużyny można przeglądać na stronie soccerdonna.de.